# Muna Lee
Muna Lee, född 30 oktober 1981, är en amerikansk friidrottare (kortdistanslöpare).
Lee var med i det amerikanska stafettlag som vann VM-guld 2005 i Helsingfors. Individuellt är hennes största merit en sjundeplats från OS 2004 i Aten på 200 meter. 

## Personliga rekord
- 100 meter - 10,85
- 200 meter - 22,29